# Фрактальний шум
«Фрактальний шум» (англ. Fractal Noise) — науково-фантастичний роман 2023 року, який написав американський письменник Крістофер Паоліні та опублікувало видавництво Macmillan Publishers. «Фрактальний шум» є приквелом до книги 2020 року «Заснути в морі зірок», що вийшла 16 травня 2023 року.

## Історія
Крістофер Паоліні працював над книгою з 2013 року. Паоліні дражнили в соціальних мережах, перш ніж він оголосив про вихід книги 3 жовтня 2022 року. Обкладинка книги викликала критику через використання зображень, згенерованих штучним інтелектом.

## Синопсис
У середині 2030-х років команда зоряної розвідки виявляє аномалію на, здавалося б, безлюдній планеті. Яму завширшки 50 кілометрів, яка точно не має природного походження. Як воно тут з'явилося? І хто або що її викопало? Невеличка команда має висадитися і пішки мандрувати чужою місцевістю, щоби з'ясувати це. Кожен крок, який вони роблять до таємничої безодні, є небезпечнішим, ніж попередній. А за ними йдуть привиди їхнього минулого.

## Огляди
Publishers Weekly у своїй зірковій рецензії написали: «Паоліні робить досвід своїх добре затінених дослідників яскравим і захопливим завдяки розумній побудові світу та правдоподібним ставкам».
Джеремайя Руд, пишучи в Library Journal, підсумував: «Ті, кого відлякують 800 з гаком сторінок першої книги цієї серії, “Заснути в морі зірок”, знайдуть це порівняно коротке читво, і воно добре підходить як чудова відправна точка для серії в цілому».